# Буш (Іллінойс)
Буш (англ. Bush) — селище (англ. village) в США, в окрузі Вільямсон штату Іллінойс. Населення — 241 особа (2020).

## Географія
Буш розташований за координатами 37°50′31″ пн. ш. 89°7′48″ зх. д. / 37.84194° пн. ш. 89.13000° зх. д. (37.841927, -89.129903).  За даними Бюро перепису населення США в 2010 році селище мало площу 1,19 км², з яких 1,18 км² — суходіл та 0,02 км² — водойми.

## Демографія
Згідно з переписом 2010 року, у селищі мешкало 275 осіб у 119 домогосподарствах у складі 82 родин. Густота населення становила 230 осіб/км².  Було 134 помешкання (112/км²).
Расовий склад населення:
| - 96,0 % — білих - 2,9 % — чорних або афроамериканців |

До двох чи більше рас належало 1,1 %. Частка іспаномовних становила 0,0 % від усіх жителів.
За віковим діапазоном населення розподілялося таким чином: 19,6 % — особи молодші 18 років, 66,2 % — особи у віці 18—64 років, 14,2 % — особи у віці 65 років та старші. Медіана віку мешканця становила 45,4 року. На 100 осіб жіночої статі у селищі припадало 91,0 чоловіків;  на 100 жінок у віці від 18 років та старших — 97,3 чоловіків також старших 18 років.
Середній дохід на одне домашнє господарство  становив 38 199 доларів США (медіана — 32 813), а середній дохід на одну сім'ю — 43 912 долари (медіана — 43 750). Медіана доходів становила 32 917 доларів для чоловіків та 26 250 доларів для жінок. За межею бідності перебувало 27,5 % осіб, у тому числі 59,5 % дітей у віці до 18 років та 7,3 % осіб у віці 65 років та старших.
Цивільне працевлаштоване населення становило 117 осіб. Основні галузі зайнятості: освіта, охорона здоров'я та соціальна допомога — 35,0 %, транспорт — 13,7 %, роздрібна торгівля — 12,0 %, будівництво — 11,1 %.